# NGC 6113
NGC 6113 é uma galáxia lenticular (S0) localizada na direcção da constelação de Hercules. Possui uma declinação de +14° 08' 01" e uma ascensão recta de 16 horas, 19 minutos e 10,6 segundos.
A galáxia NGC 6113 foi descoberta em 19 de Junho de 1887 por Lewis A. Swift.